# Jasper Maekelberg
Jasper Maekelberg (3 februari 1989) is een Belgisch muzikant en muziekproducer uit Gent die vooral bekend is van Faces On TV.
Als kind leerde hij pianospelen, op zijn twaalfde begon hij te drummen. Na zijn humaniora op Don Bosco Zwijnaarde studeerde hij 'muziekproductie' aan het Hogeschool Gent Conservatorium
De eerste keer dat hij als muzikant de aandacht trok was als gitarist bij Amongster, de band die in 2014 de winnaar was van De Nieuwe Lichting van Studio Brussel. Hij speelde tevens bij de De Ministers Van De Noordzee, Manhog en Yuko.
Als gastgitarist toerde hij onder meer met Warhaus. Als producer/mixer werkte hij mee aan releases van onder meer Balthazar, Bazart, Tsar B, Warhola, Warhaus, Soldier's Heart, Sylvie Kreusch, Hypochristmutreefuzz, Douglas Firs, Gabriel Rios en Jef Neve.
Maekelberg werd in 2016 genomineerd in de categorie 'muzikant van het jaar' bij de Music Industry Awards 2016 en won bij de Music Industry Awards 2021 de MIA voor 'beste producer'.
In 2024 won hij al voor de tweede keer de MIA voor beste producer bij de Music Industry Awards 2023.
Jasper vormt samen met Billie Leyers de band OYESONO.